# Sekundærrute 227
Sekundærrute 227 er en rutenummereret landevej på Sjælland.
Ruten strækker sig fra Hillerød til Gilleleje.
Rute 227 har en længde på ca. 21 km.